# Дринберг, Анатолий Яковлевич
Анатолий Яковлевич Дри́нберг (1904—1957) — советский химик. Создатель ряда лакокрасочных производств в СССР.

## Биография
Родился 7 июня 1904 года в Таганроге (ныне Ростовская область).
В 1919 году окончил гимназию им. А. П. Чехова. После окончания в 1924 году химического факультета ДонПИ, по специальности химик-технолог. Работал инженером на авиационном заводе ГАЗ № 10 , затем начальником лаборатории на Пресненском заводе лаков и красок в Москве.
Кандидат технических наук.
В 1930 году в Московском химико-технологическом институте им. Д. И. Менделеева была впервые в стране организована кафедра химической технологии лаков, красок и лакокрасочных покрытий. А. Я. Дринберг был назначен первым заведующим этой кафедры (1930—1932). [1,2]
1938 — доктор технических наук.
В 1941—1944 гг. — профессор, заведующий кафедрой технологии лаков и красок объединённых КХТИ им. С. М. Кирова и ЛХТИ им. Ленсовета.
Дринберг был организатором и первым заведующим кафедрой лаков и красок ЛТИ (1932—1957), где в 1982 году ему была установлена мемориальная доска со следующим текстом:

«Кафедра химической технологии органических покрытий организована в 1932 году. Основатель кафедры — лауреат Государственной премии, доктор технических наук, профессор Дринберг Анатолий Яковлевич (1904—1957)»

Умер в 1957 году. В ГА РФ имеются документы, относящиеся к Дринбергу.

## Труды
А. Я. Дринберг был автором ряда работ, среди которых: «Технология целлюлозных лаков» в 2-х томах (1934), «Химия и технология плёнкообразующих веществ» в 2-х томах (1935, 1937, 1948, 1955), «Техника зарубежной лакокрасочной промышленности» (1938), «Жиры и масла, как плёнкообразователи» (1940), «Технология лакокрасочных покрытий» (1951).

## Награды и премии
- Сталинская премия третьей степени (1947) — за разработку и промышленную реализацию новых методов производства синтетических смол, масел и лаков
- заслуженный деятель науки и техники РСФСР